# Bagienni
I Bagienni (o Vegenni oppure Vagienni) erano un'antica popolazione appartenente al gruppo più ampio dei Liguri. Etimologicamente pare prendano il nome dal faggio.
Si insediarono nell'alta Valle del Tanaro, e più in generale in tutto il Piemonte sud-occidentale.
La loro capitale era nella zona della città che, ai tempi dei Romani, fu chiamata Julia Augusta Bagiennorum (ora Bene Vagienna).
A ragion veduta possono essere chiamati i primi piemontesi, insieme ad altre popolazioni, come i Taurini, gli Statielli ed i Salassi, che in epoca pre-romana popolavano il Piemonte.
Cacciati dalle popolazioni celtiche, specialmente dai Boi, essi si spinsero nella Val Trebbia in Emilia-Romagna nella zona di Bobbio dove fondarono un loro centro (si sono trovati reperti in zona). In epoca romana Bobbio divenne sede del Pagus Bagienno (Bagiennorum)  sotto il Municipio di Velleia nella Regione romana di Liguria.
Furono conquistati dai Romani verso la metà del II secolo a.C. e poi inglobati nell'impero romano.
Conosciamo i Bagienni per le notizie che ci ha tramandato Plinio il Vecchio nella sua opera Naturalis historia.